# Dager Palacios
Dager Yair Palacios Palacios (Quibdó, Chocó, Colombia; 4 de abril de 1985) es un exfutbolista colombiano. Jugaba de mediocampista.

## Trayectoria

### Monagas S.C.
El 17 de enero de 2017 fue presentado como nuevo jugador del Monagas SC de la Primera División de Venezuela. En él se coronaría campeón del Torneo Apertura de la tabla acumulada de la primera división.

## Clubes
| Club                   | País                | Año                 | Partidos | Goles |
| ---------------------- | ------------------- | ------------------- | -------- | ----- |
| La Equidad             | Colombia            | 2006 - 2013         | 260      | 5     |
| Independiente Medellín | Colombia            | 2013 - 2014         | 20       | 0     |
| La Equidad             | Colombia            | 2014 - 2015         | 51       | 1     |
| Boyacá Chicó           | Colombia            | 2016                | 21       | 0     |
| Monagas SC             | Venezuela           | 2017 - 2018         | 67       | 0     |
| Deportivo Pasto        | Colombia            | 2019                | 1        | 0     |
| Total en la carrera    | Total en la carrera | Total en la carrera | 420      | 6     |

## Palmarés

### Campeonatos nacionales
| Título           | Club       | País      | Año  |
| ---------------- | ---------- | --------- | ---- |
| Primera B        | La Equidad | Colombia  | 2006 |
| Copa Colombia    | La Equidad | Colombia  | 2008 |
| Torneo Apertura  | Monagas    | Venezuela | 2017 |
| Primera División | Monagas    | Venezuela | 2017 |